# 鹿地亘

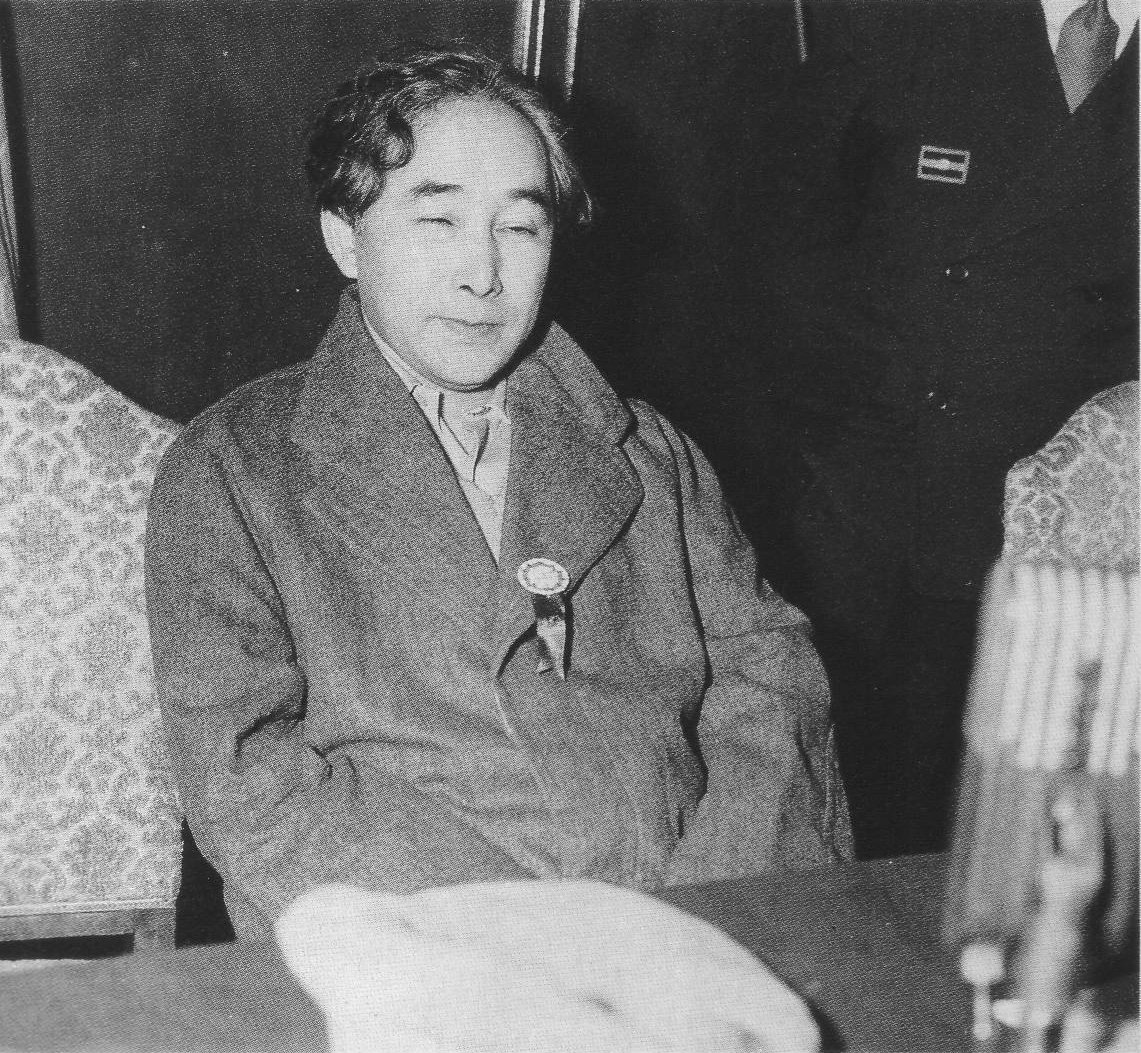
鹿地亘來到衆議院法務委員会作证（1952年12月10日）

鹿地亘（本名瀬口貢，1903年5月1日—1982年7月26日），日本小說家，生于大分县西國東郡，毕业于东京帝国大学 。他的妻子是池田辛子。

## 生平
鹿地亘在东京帝国大学学习期间对文学和社會運動产生兴趣，並与中野重治共同主持社会文藝研究会（后更名为马克思主义艺术研究会）。此外他还参加普羅文學运动。1932年，鹿地亘加入日本共產黨。 
1934年，鹿地亘因违反治安维持法而被捕，在經歷转向教育後，鹿地亘出狱 。 1936年移居中華民國，來到上海市燕山別墅34號定居，並且与鲁迅成为好友。淞滬會戰爆发後，鹿地亘经香港來到武汉，后随國民政府迁往重庆。
1938年5月19日，鹿地亘協助中華民國起草日語傳單，由中華民國空軍一架B-10轟炸機从中国大陆起飛飛到日本九州上空投放。1938年12月，国统区成立在華日人反戰同盟，鹿地亘出任負責人。 
第二次世界大战結束後，他回到日本。1947年，他以独立候选人的身份參加第1屆日本參議院議員通常選舉，但最終落选。
1951年11月25日，罹患结核病的鹿地亘在神奈川縣藤澤市療養期間被美軍情报机构绑架，美國方面要求鹿地亙答應成為美方的间谍。鹿地亙因曾在中國抗日戰爭期間参与反战宣传，曾有人表示鹿地亙曾在戰爭期間与苏联及美国情报機構有联系。美军可能试图让其为美国宣传，也可能因為他曾与苏联接触的經歷而计划讓他當双面间谍。1952年12月，鹿地亙获释回家。這就是鹿地事件。
1952年12月，美苏双重间谍三桥正雄自首，他又指控鹿地亘是间谍，但鹿地亙對此予以否认。鹿地亙被多次传唤至国会作证，並与三桥正雄对质。鹿地亙最终被認定无罪。
晚年，他將自己在二戰时的经历寫下來，並出版了包括《日本士兵的反战活动》和《在「抗日戦争」》在內的著作。他在《民主文学》杂志上连载《反战同盟日记》时去世。他的坟墓位于宇佐市觉胜寺。